# キャンプ富士

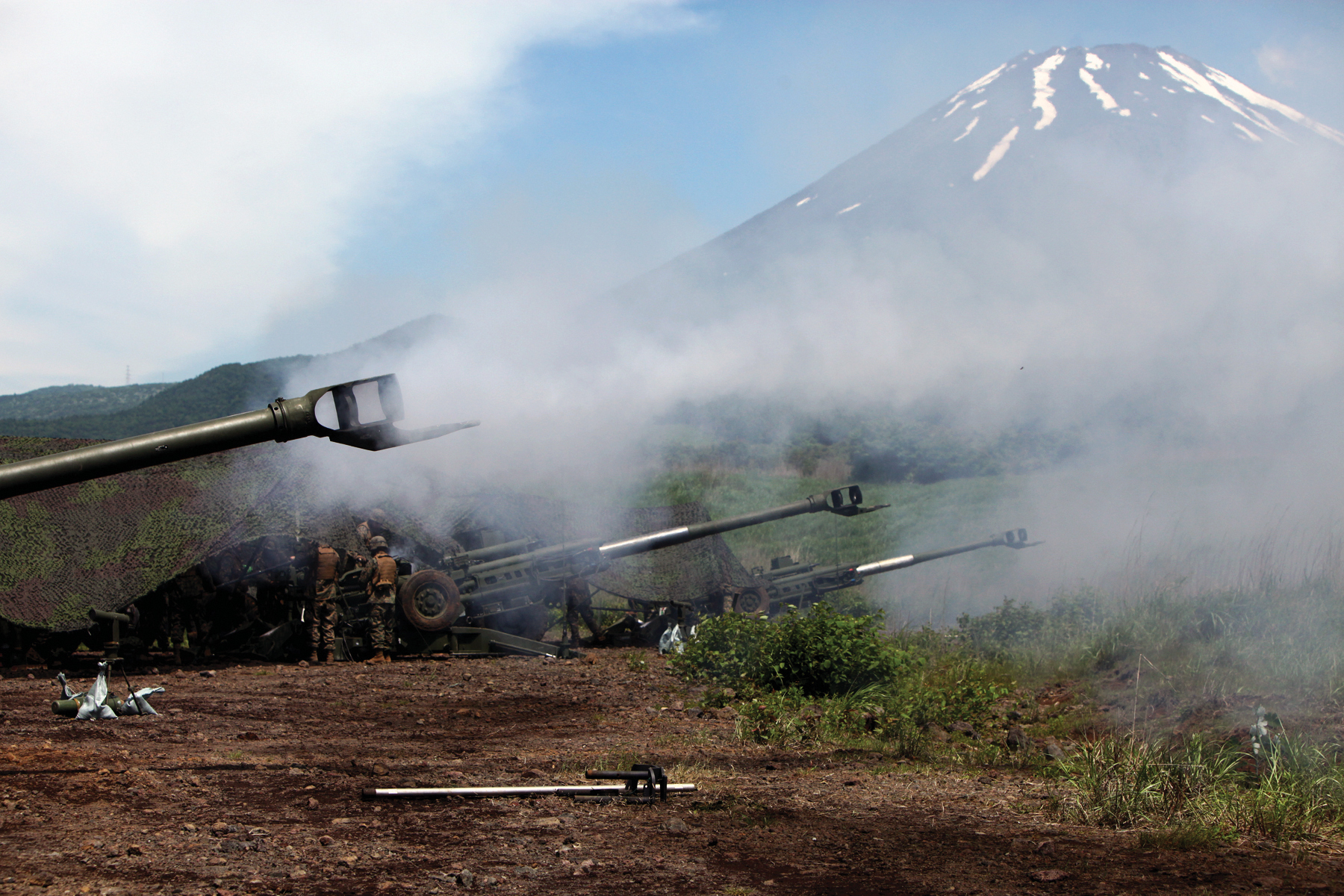
米海兵隊がM777A2 155mm榴弾砲実弾射撃訓練を行う。

キャンプ富士 (キャンプふじ) (Camp Fuji) は、静岡県御殿場市所在するアメリカ海兵隊の訓練場 (施設番号 FAC3127) で、陸上自衛隊東富士演習場に隣接し、沖縄のキャンプ瑞慶覧に司令部をおくキャンプ・バトラーの管轄下にある。日米保安条約上は「富士営舎地区」と呼ばれ、また 諸兵科連合訓練センター CATC (Combined Arms Training Center) Camp Fuji とも呼ばれており、複合的な兵器による実弾訓練が行われている。

## 概要
キャンプ富士は、沖縄県北中城村のキャンプ瑞慶覧 (キャンプ・フォスター) に司令部をおく米海兵隊キャンプ・バトラーの三つの訓練場のうちの一つとして、アメリカ海兵隊キャンプ富士司令部大隊が訓練場施設管理と運営のため常駐している。また南側には別の海兵隊基地である沼津海浜訓練場 (FAC3154) がある。
管轄: 米海兵隊キャンプ・バトラー
面積: 1.25 km2
施設: 管理施設、軽滑走路、武器弾薬補給所 (ASP)、兵舎、兵士食堂、消防署、医療クリニック、冷蔵施設、ジム、郵便局、図書館、下水道処理施設、その他の福利厚生施設
※ 軽滑走路は米軍と陸上自衛隊との共同利用施設
| キャンプ・バトラー管轄の訓練場 | キャンプ・バトラー管轄の訓練場 | 英語基地名・施設名                      | 所在地                   |
| ------------------------------ | ------------------------------ | --------------------------------------- | ------------------------ |
| 北部訓練場                     | 北部訓練場                     | Camp Gonsalves (キャンプ・ゴンザルベス) | 国頭郡国頭村、国頭郡東村 |
| 中部訓練場                     | キャンプ・シュワブ             | Camp Schwab                             | 名護市、国頭郡宜野座村   |
| 中部訓練場                     | キャンプ・ハンセン             | Camp Hansen                             | 国頭郡金武町             |
| キャンプ富士                   | キャンプ富士                   | East Fuji Maneuver Area                 | 静岡県御殿場市印野       |

面積は1.25 km2、東京ドーム26個分ある。キャンプ富士の中央に軽滑走路があり、東側にキャンプ富士司令部大隊の運営管理を担うベースキャンプ、また西側にはキャンプ富士での訓練に来ている部隊の宿舎や厚生施設、訓練キャンプがある。また、陸上自衛隊東富士演習場と道路を隔てて滝ヶ原駐屯地と隣接する。

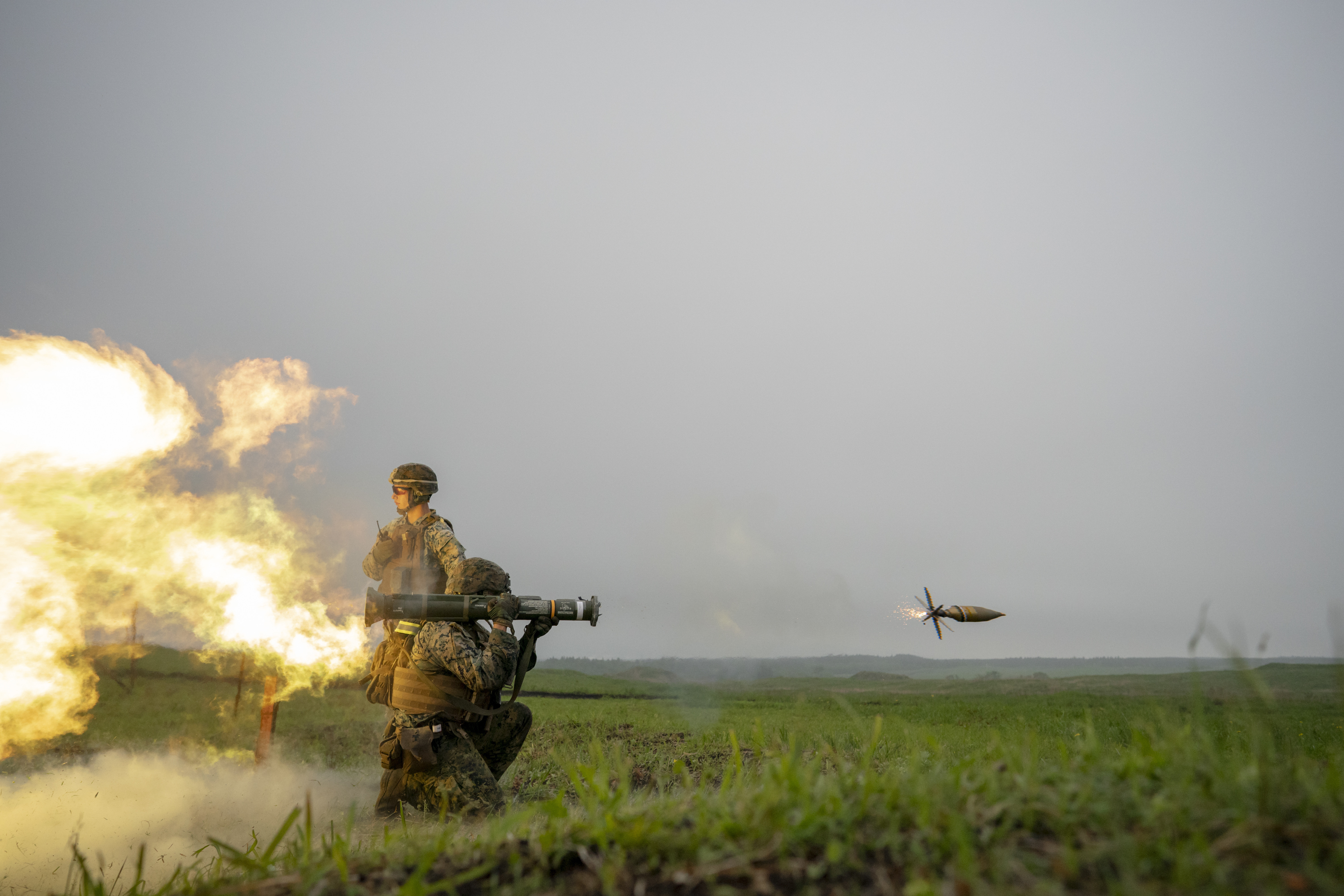
2019年の諸兵科連訓練

富士の演習場では、諸兵科連合訓練センター CATC として、様々な砲弾の種類や新刊の種類を組みあわせた砲撃訓練、歩兵や航空隊と結合した海兵隊空地任務部隊 (MAGTF) の訓練が可能になっており、沖縄の海兵隊だけではなく、太平洋地域のほとんどの米海兵隊がここでの訓練を経験する。
西側兵舎は沖縄やアジアから訓練にやってくる海兵隊員を2,000人規模で受け入れることができ、こうした訓練の兵站や運営を担うキャンプ富士司令部大隊は軍人・軍属を含めてほぼ150人で構成されている。

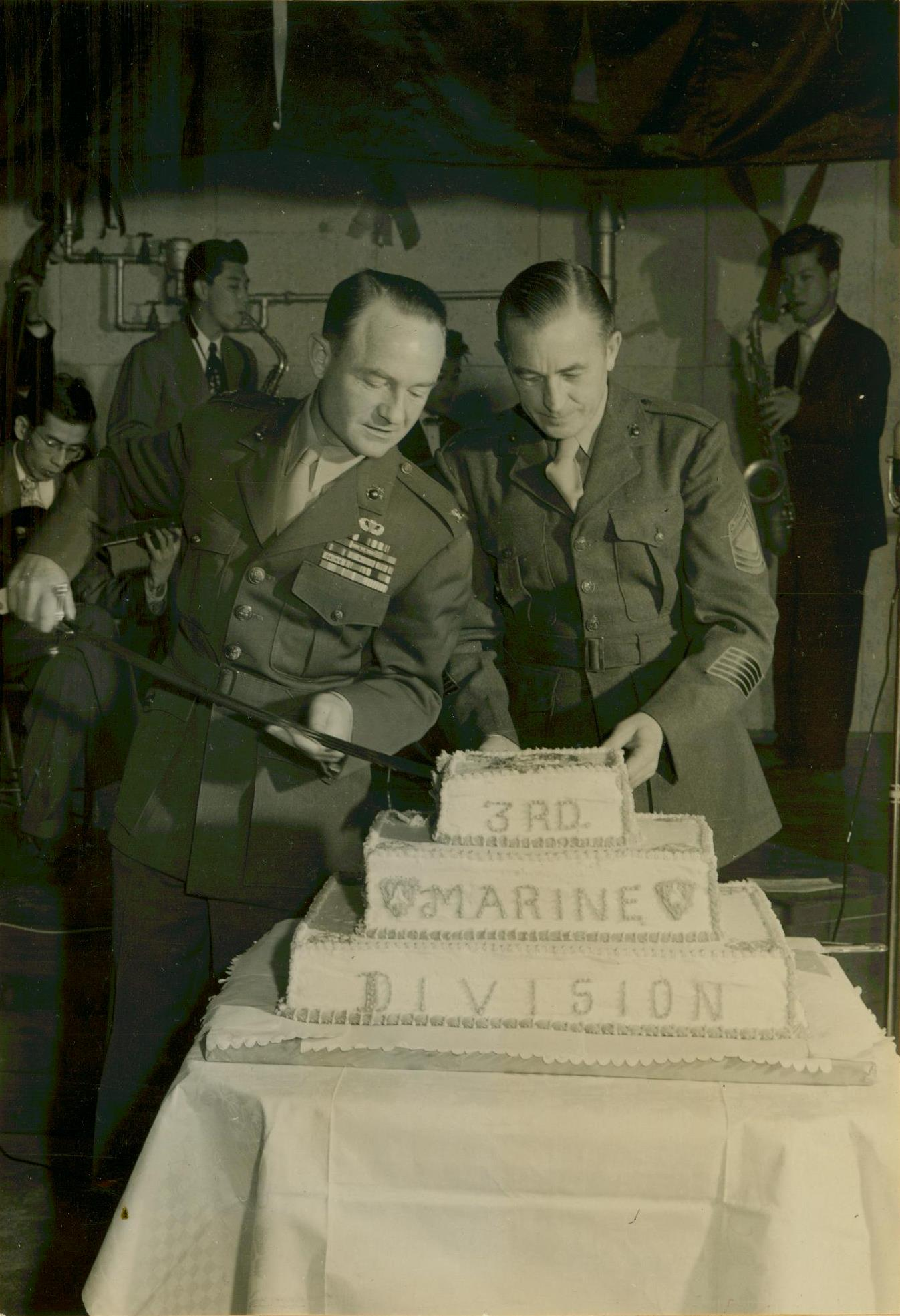
キャンプ富士ミドルキャンプでの海兵隊誕生日祝い (1953年)

## 歴史
1945年、富士演習場が米軍によって占領され、「キャンプ富士マクネア」、「ノースキャンプ」、「ミドルキャンプ」、「サウスキャンプ」として指定される。
1953年、「ノースキャンプ」の半分が米陸軍から米海兵隊に移管され、残りの半分は最終的に陸上自衛隊に返還され陸上自衛隊滝ヶ原駐屯地となった。
1987年、思いやり予算で兵舎とメンテナンスビルが近代化され、さらに1993年に追加で2つの兵舎が提供された。

## その他
2022年1月13日、キャンプ富士で新型コロナウイルスの感染が53人確認されたことを受け、川勝平太県知事は米軍基地内の感染の実態が把握できず「軍人が直接基地へ入国する場合、日本の検疫を受けないのは誠に遺憾」とし「防疫上の観点から今こそ、地位協定の抜本的改善が必要」と提言した。